# 아갈레가낮도마뱀붙이
아갈레가 데이 게코(Agalega day gecko)라 불리는 아갈레가낮도마뱀붙이(Phelsuma borbonica agalegae)는 도마뱀붙이류의 한 아종이다.
이 주행성 도마뱀붙이류는 아갈레가 제도에서만 살아간다. 보통 코코야자, 셰발나무(:en:cheval tree)에서 살아가며 곤충과 꽃꿀을 먹는다.

## 형태
이 도마뱀은 수컷은 꼬리까지 16 cm, 암컷은 13.5cm까지 자라는 중형 낮도마뱀붙이류이다. 몸은 기본적으로 회녹색이다. 머리와 목은 황갈색이다. 꼬리와 등은 밝은 청록색을 띄기도 한다. 등과 옆구리 사이(dorso-lateral)에 청록색 줄무늬가 나있다. 등과 꼬리에는 갈색, 적갈색의 점무늬, 막대무늬가 나있다.

## 분포
이 종은 아갈레가 제도를 이루는 두 개의 나지막한 산호모래섬에 토착한다. 코코야자 플랜태이션이 섬의 대부분의 면적을 차지한다. 아갈레가낮은 코코야자, 가리륵속(en:Terminalia)의 나무, 망고나무에서 살아간다.

## 습성
올리브낮은 다양한 곤충 따위의 무척추동물을 먹는다. 부드럽고 달달한 과일, 꽃가루, 꽃꿀도 먹는다. 상당히 겁이 많다.
4월부터 11월 첫째 주까지 번식기다. 암컷은 이 때 알을 네 쌍까지, 보통 코코야자의 느슨한 껍질 밑에 낳는다. 새끼는 70-100 일 후에 부화하며, 온도에 영향을 받는다. 신생아는 꼬리까지 45–50 mm에 달한다.

## 사육
아갈레가낮은 식물이 무성한 큰 테라리움에서 짝을 지어 키워야 한다. 온도는 낮에는 25-28 °C, 밤에는 18–22 °C, 습도는 낮에는 40-60%, 밤에는 75%를 유지해야 한다. 사육 시에는 귀뚜라미, 시판 과일 사료, 벌집나방(:en:wax moth) 애벌레, 초파리, 밀웜, 집파리를 먹일 수 있다.